# Emmanuelle Haïm

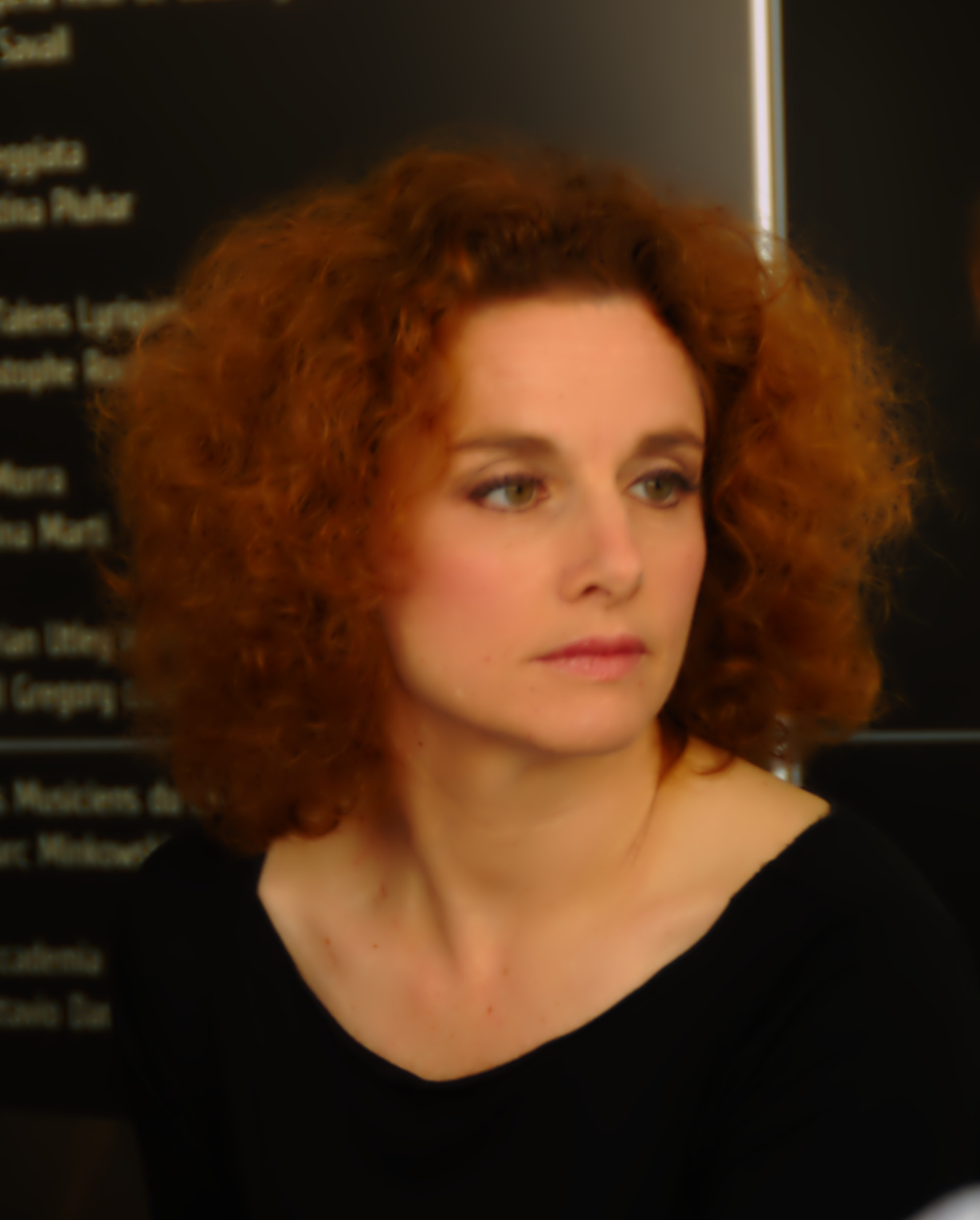
Emmanuelle Haïm

Emmanuelle Haïm (Parigi, 11 maggio 1962) è una clavicembalista e direttrice d'orchestra francese, specializzata in musica antica e barocca.

## Biografia
Nata a Parigi, ha studiato per tredici anni al Conservatoire Supérieur de Musique di Parigi. Successivamente venne invitata da  William Christie ad esibirsi con il suo ensemble Les Arts Florissants, come clavicembalista e sua assistente. In seguito, dietro segnalazione dello stesso Christie, divenne assistente di Simon Rattle, oltre che clavicembalista solista nell'attività concertistica di Rattle.
Dopo diversi anni di collaborazione, lasciò Les Arts Florissants per abbracciare la carriera di direttrice d'orchestra. Nel 2000, fondò un suo ensemble barocco, Le Concert d’Astrée. Con il suo ensemble ha dato concerti in sale prestigiose come il Théâtre des Champs-Élysées (Parigi) ed il Barbican Centre (Londra).
Nel 2001 fece il suo debutto come direttrice al Glyndebourne Festival Opera, in una produzione di Rodelinda di Georg Friedrich Händel. Vi fece ritorno nel 2006 per dirigere Giulio Cesare  Il 2 novembre 2007, fu la prima donna a dirigere l'orchestra della Lyric Opera of Chicago, in Giulio Cesare. Nel 2008 diresse per la prima volta i Berliner Philharmoniker con l'Ode for St. Cecilia's Day di Händel e di nuovo nel giugno del 2011, alla guida questa volta di opere dello stesso Händel e di Jean-Philippe Rameau.
La Haïm ha un contratto con l'etichetta discografica Virgin Classics. Fra i suoi collaboratori vi sono stati Natalie Dessay, Ian Bostridge, Rolando Villazón, Susan Graham, Sara Mingardo e Laurent Naouri.